# Henri de Pitteurs-Hiegaerts
Théodore Henri Jules de Pitteurs-Hiegaerts (Sint-Truiden, 27 januari 1834 - Brussel, 29 december 1917) was een Belgisch politicus en provinciegouverneur.

## Biografie

### Familie
Henri de Pitteurs-Hiegaerts, geboren op het kasteel Speelhof, was een telg uit de familie de Pitteurs. Hij was een zoon van Antoine de Pitteurs-Hiegaerts, gemeenteraadslid van Sint-Truiden, lid van de Provinciale Staten van Limburg, provincieraadslid van Limburg en senator, en Laure de Pitteurs. In 1871 verkreeg zijn vader adelserkenning met een baronstitel voor hem en al zijn nakomelingen. Hij voegde tevens Hiegaerts aan zijn naam toe. Hij was een broer van diplomaat Edmond de Pitteurs-Hiegaerts en een neef van Charles de Pitteurs-Hiegaerts, burgemeester van Ordingen, provincieraadslid van Limburg en volksvertegenwoordiger, en baron Armand de Pitteurs-Hiegaerts, burgemeester van Rijkel en senator. Van deze laatste was hij tevens een schoonbroer.
Hij trouwde in 1855 in Ordingen met zijn nicht Sophie de Pitteurs-Hiegaerts (1832-1859), dochter van Charles de Pitteurs-Hiegaerts. Hij hertrouwde in 1879 in Brussel met barones Eulalie Snoy (1851-1914), dochter van Philippe Snoy, burgemeester van Melsbroek, en zus van baron Albert Snoy, burgemeester van Melsbroek, provincieraadslid van Brabant en senator. Beide huwelijken bleven kinderloos. Uit het eerste huwelijk had hij een zoon die op tienjarige leeftijd overleed.

### Loopbaan
De Pitteurs-Hiegaerts behaalde het diploma tot doctor in de rechten aan de Université libre de Bruxelles (1855) en doorliep een politieke en ambtelijke carrière.
In 1864 werd hij verkozen tot provincieraadslid van Limburg, wat hij bleef tot in 1874. In 1876 werd hij verkozen tot gemeenteraadslid van Sint-Truiden en dat bleef hij tot in 1894.
In 1874 werd hij verkozen tot volksvertegenwoordiger voor het arrondissement Hasselt voor de Katholieke Partij, ter vervanging van de overleden regeringsleider Barthélémy de Theux de Meylandt. Hij vervulde dit mandaat tot in 1894. 
Toen werd hij verkozen tot gouverneur van Limburg, een ambt dat hij bekleedde tot in 1914. Tijdens zijn gouverneurschap werden de Limburgse koolmijnlagen ontdekt en bekommerde hij zich bijzonder om de uitbatingsconcessies, de huisvesting voor de mijnwerkers, de technische scholing en de ruimtelijke ordening.